# Nupserha longipennis
Nupserha longipennis là một loài bọ cánh cứng trong họ Cerambycidae.